# Società per l'Educazione Fisica Torres 1963-1964
Questa voce raccoglie le informazioni riguardanti la Società per l'Educazione Fisica Torres nelle competizioni ufficiali della stagione 1963-1964.

## Rosa
| N. |                   | Ruolo | Calciatore         |
| -- | ----------------- | ----- | ------------------ |
|    | Italia (bandiera) | C     | Romano Aquilani    |
|    | Italia (bandiera) | P     | Salvino Biagi      |
|    | Italia (bandiera) | A     | Umberto Campioli   |
|    | Italia (bandiera) | D     | Vittorio Casu      |
|    | Italia (bandiera) | C     | Mario Cavallini    |
|    | Italia (bandiera) | C     | Giovanni Currarini |
|    | Italia (bandiera) | C     | Ali Fogli          |
|    | Italia (bandiera) | C     | Pier Luigi Galli   |
|    | Italia (bandiera) | C     | Giovanni Grabesu   |
|    | Italia (bandiera) | A     | Marzio Lepri       |

| N. |                   | Ruolo | Calciatore           |
| -- | ----------------- | ----- | -------------------- |
|    | Italia (bandiera) | D     | Franco Loriga        |
|    | Italia (bandiera) | C     | Guido Milani         |
|    | Italia (bandiera) | A     | Bruno Nardi          |
|    | Italia (bandiera) | C     | Comunardo Niccolai   |
|    | Italia (bandiera) | C     | Sergio Sabbatini     |
|    | Italia (bandiera) | A     | Antonio Satta        |
|    | Italia (bandiera) | C     | Umberto Serradimigni |
|    | Italia (bandiera) | C     | Martino Zaccheddu    |
|    | Italia (bandiera) | C     | Giuseppe Zolo        |